# Ivan Yagan
Ivan Yagan (Bruxelles, 11 ottobre 1989) è un calciatore belga naturalizzato armeno, attaccante del Tienen.

## Caratteristiche tecniche
È un'ala sinistra.

## Carriera

### Nazionale
Ha esordito con la Nazionale armena il 29 maggio 2018 in occasione dell'amichevole pareggiata 1-1 contro Malta.

## Statistiche

### Cronologia presenze e reti in nazionale
| Cronologia completa delle presenze e delle reti in nazionale ― Armenia | Cronologia completa delle presenze e delle reti in nazionale ― Armenia | Cronologia completa delle presenze e delle reti in nazionale ― Armenia | Cronologia completa delle presenze e delle reti in nazionale ― Armenia | Cronologia completa delle presenze e delle reti in nazionale ― Armenia | Cronologia completa delle presenze e delle reti in nazionale ― Armenia | Cronologia completa delle presenze e delle reti in nazionale ― Armenia | Cronologia completa delle presenze e delle reti in nazionale ― Armenia |
| Data                                                                   | Città                                                                  | In casa                                                                | Risultato                                                              | Ospiti                                                                 | Competizione                                                           | Reti                                                                   | Note                                                                   |
| ---------------------------------------------------------------------- | ---------------------------------------------------------------------- | ---------------------------------------------------------------------- | ---------------------------------------------------------------------- | ---------------------------------------------------------------------- | ---------------------------------------------------------------------- | ---------------------------------------------------------------------- | ---------------------------------------------------------------------- |
| 29-8-2018                                                              | Wattens                                                                | Malta                                                                  | 1 – 1                                                                  | Armenia                                                                | Amichevole                                                             | 1                                                                      | 61’                                                                    |
| 4-6-2018                                                               | Kematen in Tirol                                                       | Moldavia                                                               | 0 – 0                                                                  | Armenia                                                                | Amichevole                                                             | -                                                                      | 46’                                                                    |
| 6-9-2018                                                               | Erevan                                                                 | Armenia                                                                | 2 – 1                                                                  | Liechtenstein                                                          | UEFA Nations League 2018-2019 - 1º turno                               | -                                                                      | 55’                                                                    |
| Totale                                                                 |                                                                        | Presenze                                                               | 3                                                                      |                                                                        | Reti                                                                   | 0                                                                      |                                                                        |